# 리투아니아-폴란드 관계
폴란드와 리투아니아는 13세기부터 외교 관계를 맺기 시작하였다. 이는 리투아니아 대공국이 민다우가스 국왕의 치세 아래 루스의 일부 영토를 획득하면서, 당시 분열 상태에 있던 폴란드 왕국과 국경을 접하게 된 데에서 비롯되었다. 이후 양국 간 관계는 점차 개선되었으며, 궁극적으로 두 국가 사이에 동군연합이 성립되었다. 16세기 중엽부터 18세기 말까지 폴란드와 리투아니아는 폴란드-리투아니아 연방이라는 단일 국가로 통합되었으나, 오스트리아, 프로이센, 러시아에 의한 연속적인 분할로 인해 해체되었다.
제1차 세계 대전 이후 두 나라가 독립을 회복하면서 양국 관계는 민족주의 정서의 고조로 인해 점차 악화되었다. 특히 빌뉴스 지역에 대한 영유권 분쟁으로 무력 충돌이 발생하고 외교 관계가 악화되었다. 제2차 세계 대전 중 폴란드와 리투아니아는 소련과 나치 독일에 의해 점령되었으며, 전쟁 기간 동안 폴란드인과 리투아니아인 사이의 관계는 여전히 적대적이었다.
전후에는 폴란드가 소련의 위성국으로, 리투아니아는 소비에트 사회주의 공화국으로 편입되어 동구권에 속하게 되었다. 냉전이 끝나고 공산주의가 붕괴된 이후 양국은 외교 관계를 재수립하였으며, 이후 양국은 우호적인 관계를 유지하고 있으며, 방위 및 안보 분야에서 전략적 동반자 관계에 가까운 협력을 이어오고 있다.
양국은 2004년 유럽 연합에 함께 가입하였다. 두 나라는 발트해 국가 이사회, 유럽 평의회, 북대서양 조약 기구(NATO)의 회원국이기도 하다. 폴란드와 리투아니아는 총 103km에 달하는 국경을 공유하고 있으며, 양국 모두 솅겐 지역에 가입해 있어 국경 통제가 존재하지 않는다.

## 역사

### 제2차 세계 대전
제2차 세계 대전 당시의 폴란드–리투아니아 관계는 논쟁의 여지가 있는 주제이며, 관련 사건들에 대한 해석에서 오늘날에도 일부 리투아니아 및 폴란드 역사학자들 사이에 견해 차이가 존재한다. 이러한 사건들은 주로 나치 독일에 협력한 리투아니아 정부 및 치안 기관에 의한 폴란드인에 대한 처우, 그리고 리투아니아인과 폴란드인이 혼거하던 지역에서 활동한 폴란드 저항 조직인 폴란드 국내군의 작전과 관련되어 있다. 최근 들어 양국 간의 해석 차이를 좁히기 위한 공동 학술회의가 다수 개최되고 있으나, 여전히 중요한 견해 차이는 남아 있다.

### 공산주의 시대
제2차 세계 대전은 폴란드와 리투아니아의 독립 국가로서의 지위에 종지부를 찍었다. 전쟁 이후 두 나라는 모두 소련의 지배하에 놓이게 되었다. 폴란드는 국경이 서쪽으로 이동하면서 폴란드 제2공화국 시기 리투아니아 소수민족이 상당수 거주하던 분쟁 지역 대부분을 상실하였고, 해당 지역은 리투아니아 소비에트 사회주의 공화국 및 벨로루시 소비에트 사회주의 공화국으로 편입되었다. 동시에 크레시 지역의 많은 폴란드인들이 소련을 떠날 수 있게 되었으며, 대부분은 재획득지로 이주되었다. 리투아니아 (리투아니아 SSR)에 잔존하던 폴란드계 소수민족 인구 또한 크게 감소하였다. 리투아니아에 남아 있던 폴란드인은 리투아니아화 및 소비에트화 정책의 대상이 되었다. 소련의 감시 하에 동구권 내의 여러 민족 집단은 평화롭게 협력해야 한다는 원칙 아래 놓였다. 소련 당국은 기존의 역사적 동맹이 재형성되어 체제를 약화시키는 것을 방지하고자, 민족 간 역사적 유대의 역할을 최소화하는 데 주력하였으며, 이 시기 폴란드와 리투아니아 간에는 실질적인 접촉이 거의 없었다.

### 현대

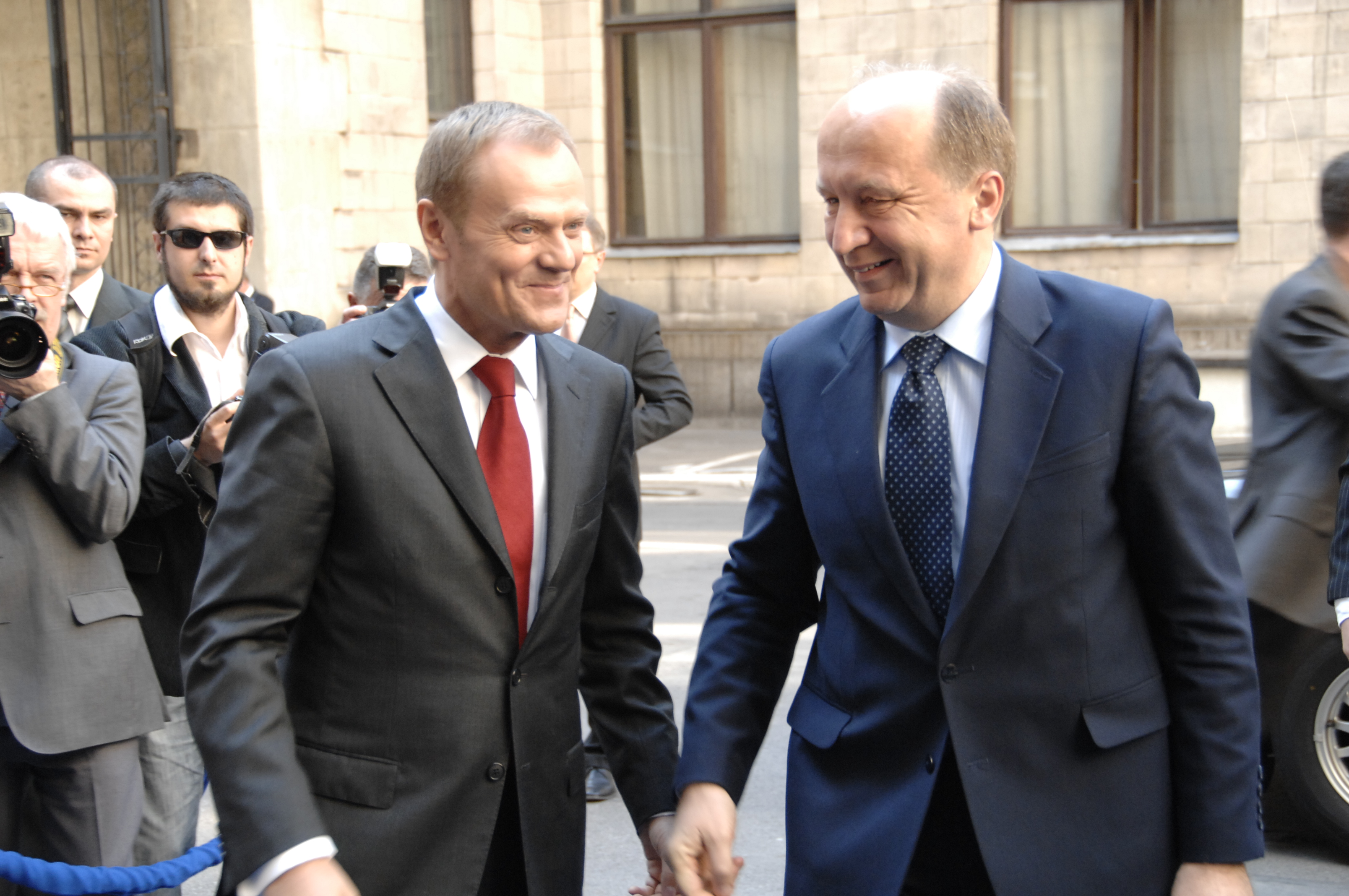
2009년 바르샤바에서 만난 폴란드 총리 도날트 투스크와 리투아니아 총리 안드류스 쿠빌류스

1989년부터 1991년 사이 공산주의가 붕괴하면서 폴란드와 리투아니아는 외교 관계를 공식적으로 재수립하였다. 폴란드는 리투아니아의 독립을 강력히 지지하였으며, 1991년 8월 26일, 독립 리투아니아를 가장 먼저 승인한 국가들 중 하나가 되었다. 그럼에도 불구하고 1990년대 초반에는 일시적인 외교적 긴장이 있었다. 이는 리투아니아 내 폴란드계 소수민족에 대한 차별 논란과 함께, 폴란드가 리투아니아를 다시 자국의 영향권에 두려 하거나 영토적 요구를 제기할 수도 있다는 리투아니아 측의 우려 때문이었다. 몇 년 후 이러한 상황은 점차 정상화되었고, 양국 관계도 개선되었다. 1992년 9월 28일, 양국 외무장관은 우호 및 선린 관계에 관한 공동 선언과 영사 협약에 서명하였으며, 이를 통해 영토적 요구를 상호 포기하고 자국 내 상대 민족의 권리를 존중할 것을 약속하였다. 이후 1994년 4월 26일, 빌뉴스에서 열린 양국 정상 회담에서는 폴란드–리투아니아 우호 조약이 체결되었다. 이후 양국은 모두 북대서양 조약 기구(NATO)에 가입하였으며, 폴란드는 1999년에, 리투아니아는 2004년에 가입하였다. 특히 폴란드는 리투아니아의 NATO 가입을 적극적으로 지지하였다. 양국은 또한 2004년 함께 유럽 연합에도 가입하였다.
그러나 2000년대 후반 이후, 리투아니아의 우호 조약 이행 방식에 대한 이견으로 인해 양국 관계가 악화되었고, 에너지 분야 협력 또한 영향을 받았다. 폴란드와 리투아니아의 전력망은 상호 연결되어 있으나, 양국의 가스관은 러시아가 통제하는 가스관을 통해서만 연결되어 있다. 양국은 이전부터 가스망 직접 연결을 추진해왔지만, 우호 조약을 둘러싼 갈등으로 인해 진전이 지연되었다. 2011년 2월, 폴란드 대통령 브로니스와프 코모로프스키는 리투아니아를 방문한 자리에서 양국 관계 악화에 대한 우려를 표명하였으며, 우호 조약의 전면적 이행이 리투아니아 내 폴란드계 주민들이 성명을 원형 그대로 사용할 권리와 폴란드어로 교육받을 권리를 보장하는 데 필수적이라고 강조하였다. 한편, C-391/09 – 루네비치바르딘 및 바르딘 사건에서 유럽 사법 재판소는 리투아니아의 성명 표기 정책이 EU 법에 부합한다고 판결하였다.

## 디아스포라
2011년 인구 조사 자료에 따르면, 리투아니아에는 약 20만 317명의 폴란드인이 거주하고 있으며, 폴란드에는 약 7,863명의 리투아니아인이 거주하고 있다. 다만, 주폴란드 리투아니아 대사관에 따르면 폴란드 내 리투아니아인 거주자는 약 15,000명으로 추산된다.